# Ignaz Paur
Ignaz Paur (* 22. Juli 1778 in Tattendorf, Erzherzogtum Österreich unter der Enns; † 6. Dezember 1842 in Lichtenwörth) war ein österreichischer Müller und Erfinder.

## Leben
Ignaz Paur kam in der Mühle seines Vaters Adam Paur (1748–1795) und dessen Gattin Josefa Paur geb. Marksteiner (1755–1816) unter der Regierungszeit von Kaiserin Maria Theresia in Tattendorf als erstes von sieben Kindern zur Welt. Von seinem Vater erlernte er das Müllerhandwerk und als dieser 1795 verstarb, vom zweiten Ehemann seiner Mutter, Johann Frank.
Anno 1802 ehelichte Ignaz Paur in der Pfarrkirche Matzendorf seine Braut Katharina Schmid (1778–1821), die ihm sechs Kinder schenkte. Von 1803 bis 1806 war Paur Bestandsmüller, zunächst auf der Hofmann-Mühle in Vöslau, anschließend bis 1810 in der Kunstmühle Dornau und danach in Leobersdorf. Nach dem Tod seiner Frau heiratete Paur 1821 Maria Anna Haider (* 1798), Tochter eines Hammerschmiedes aus Altenmarkt im Ysperthale. Aus dieser Ehe entstammten fünf Kinder.
Um 1826 erwarb Paur die Mühle Lichtenwörth im Eigentum. Nach seinem Tod im Jahre 1842 ging diese in den Besitz von Martin Haider und dessen Gattin Katharina, verwitwete Paur, geborene Holzhauser über und als die beiden Eheleute 1846 verstarben, an deren Erben, die die Mühle wiederum an Karl Strasser veräußerten. Heute befindet sich die Mühle im Besitz der Firma "R. u. H. Herzig, Walzmühlen vorm. Richard Strasser".

## Erfindung
Anno 1811 verbesserte Ignaz Paur die Mahlprodukte durch die Erfindung seiner „doppelten Grießputzmaschine“ und führte den sogenannten Säuberer (Absäuberer) ein. Der Grieß wurde durch eine Spalte mittels eines Luftstromes geblasen und dabei von der beihaftenden Kleie befreit. Durch das von Paur erfundene neue Mahlverfahren, später „Wiener Hochmüllerei“ genannt, wurde das mühevolle Sieben des Grießes abgelöst und die bisher gängige Mahlmethode (Flachmüllerei) war damit obsolet. Durch die „Wiener Hochmüllerei“ wurde die Vermahlung harter Weizensorten aus dem Banat sowie die Erzeugung sehr feiner Grieße erst möglich. Die von Paur erfundene „Wiener Hochmüllerei“ wird bis heute weltweit angewendet.